# 別列贊 (奧恰基夫區)
46°44′28″N 31°32′47″E / 46.74111°N 31.54639°E
別列贊（烏克蘭語：Березань），是烏克蘭南部的村莊，隸屬尼古拉耶夫州的尼古拉耶夫區。該村面積0.2平方公里，海拔高度12米，2001年人口27，人口密度每平方公里135人。